# Liściowce
Liściowce (Philydorinae) – podrodzina ptaków z rodziny garncarzowatych (Furnariidae).

## Występowanie
Podrodzina obejmuje gatunki występujące w Meksyku, Ameryce Centralnej i Południowej.

## Systematyka
Do podrodziny należą następujące rodzaje:
- Anabazenops Lafresnaye, 1840
- Neophilydor Sangster, Harvey, Gaudin & Claramunt, 2023
- Megaxenops Reiser, 1905 – jedynym przedstawicielem jest Megaxenops parnaguae Reiser, 1905 – haczykodziób
- Syndactyla Reichenbach, 1853
- Anabacerthia Lafresnaye, 1840
- Cichlocolaptes Reichenbach, 1853 – jedynym przedstawicielem jest Cichlocolaptes leucophrus (Jardine & Selby, 1830) – cieślik
- Philydor von Spix, 1824
- Ancistrops P.L. Sclater, 1862 – jedynym przedstawicielem jest Ancistrops strigilatus  – rdzawczyk kreskowany
- Dendroma Swainson, 1837
- Clibanornis P.L. Sclater & Salvin, 1873
- Thripadectes P.L. Sclater, 1862
- Automolus Reichenbach, 1853